# Szőkefalvi-Nagy Béla
Szőkefalvi-Nagy Béla (Kolozsvár, 1913. július 29. – Szeged, 1998. december 21.) Kossuth-díjas matematikus, egyetemi tanár, az MTA tagja (1956), Szőkefalvi Nagy Gyula fia. A matematikai analízis világhírű művelője, a 20. századi magyar matematika egyik legnagyobb alakja volt.

## Életpályája
Apja, Szőkefalvi Nagy Gyula is kiváló matematikus volt. A fiú apja nyomdokain haladt tovább, ő is matematika-fizika szakra iratkozott be a Kolozsvárról Szegedre telepített Ferenc József Tudományegyetemre. 1936-ban szerezte meg matematika-fizika szakos középiskolai tanári oklevelét. Kitüntetéssel doktorált (Sub auspiciis Gubernatoris) 1937-ben. Egyetemi magántanárrá habilitálták analízis és algebra tárgykörből 1940-ben.
A József Attila Tudományegyetem (ma: Szegedi Tudományegyetem) Természettudományi Karának két alkalommal volt dékánja (1951/52, 1963/66) eközben 1948–1983-ig vezette az Ábrázoló Geometriai, majd Függvénytani, ill. Geometriai és Analízis Tanszéket.
1945-től az MTA levelező, majd 1956-tól rendes tagja. Világhíres matematikus volt, könyveit, tanulmányait számos nyelvre lefordították. Széles nemzetközi szakmai kapcsolatokat ápolt, 1958-ban a Drezdai Műegyetemre látogatott, 1964-ben egy fél évet a Columbia Egyetemen töltött New Yorkban, többször (1970, 1982, 1986) meghívták az Indiana Egyetemre, Bloomington, USA. Járt a Szovjetunióban, Finnországban, több nyugat-európai országban.
1983-ban nyugdíjazták, 1990-ben professor emeritusi címet kapott. 1998-ban érte a halál, a szegedi Belvárosi temetőben nyugszik.

## Kutatási területe és művei
Szőkefalvi-Nagy Béla kutatási területe: Hilbert-terek lineáris operátorai, tágabb értelemben a teljes funkcionálanalízis. Az előbbi témában 1942-ben megjelent könyve világszerte nagy sikert aratott. Riesz Frigyessel 1952-ben jelentette meg a Leçons d’analyse fonctionelle c. munkáját, amelyet orosz, angol, német és magyar nyelvre (s kínai és japán nyelvre) is lefordítottak (Terjedelme majdnem 500 oldal). A könyv egyszerűsített változata Valós függvények és függvénysorok címmel egyetemi tankönyv lett. Kiemelkedő eredményeket ért el a Fourier-sorok elméletében is.

## Művei (válogatás)

### Kötetei
- Spektraldarstellung linearer Transformationen des Hilbertschen Raumes. Berlin, 1942. 80 p.; 1967. 82 p.
- Leçons d’analyse fonctionelle. (Riesz Frigyessel. Budapest, 1952. 448 p.; 2. kiad. 1955. 455 p.; 3. kiad. 1955. 488 p.; 4. kiad. 1965, 488 p.; 5. kiad. 1968. 448 p.; németül Berlin, 1956. 482 o.; oroszul Moszkva, 1954. 499 p.; angolul New York 1955. 468 p.; kínaiul Peking.
- Valós függvények és függvénysorok. Egyetemi tankönyv. Budapest, 1954. 307 p.; 2. átdolg. kiad. 1961. 370 p.; angolul Budapest, 1964. 447 p.; Az Oxford University Press kiadóval közös kiad. 1965.
- Analyse harmonique des operateurs de l’espace de Hilbert. Foiaș, Cipriannal. Budapest, 1967. 373 p.; angolul és oroszul 1970.
- Funkcionálanalízis. Riesz Frigyessel. Egyetemi segédkönyv. Budapest, 1988. 534 p. (Angol nyelven: Functional Analysis (1990). Dover. ISBN 0-486-66289-6)

### Tudományos közleményei
- Diagonalization of matrices over H∞. Acta Scientiarum Mathematicarum. Szeged, 1976
- On contractions similar to isometries and Toeplitz operators, Foiaș, Ciprian társszerzővel. Ann. Acad. Scient. Fennicae, 1976.
- The function model of a contraction and the space L¹/H₀¹ , Foiaș, Ciprian társszerzővel. Acta Scientiarum Mathematicarum. Szeged, 1979, 1980.
- Toeplitz type operators and hyponormality, Foiaș, Ciprian társszerzővel. Operator theory. Advances and appl., 1983.
- Factoring compact operator-valued functions, társszerzőkkel. Acta Scientiarum Mathematicarum. Szeged, 1985.

## Tudományos tisztségei
- MTA Matematikai Bizottság tagja, elnöke (1953–1990)
- Szegedi Akadémiai Bizottság tagja, elnöke (1970–1985)
- Állami és Kossuth-díj Bizottság tagja (1965–)
- TMB tagja (1963–1967)
- Acta Scientiarum Mathematicarum; Analysis Math.; Acta Math. Hung. c. szaklapok szerkesztője
- Matematikai Lapok, Periodica Math., Zentralblatt für Mathematik, Journal of Operator Theory c. szaklapok tiszteletbeli szerkesztője

## Társasági tagság

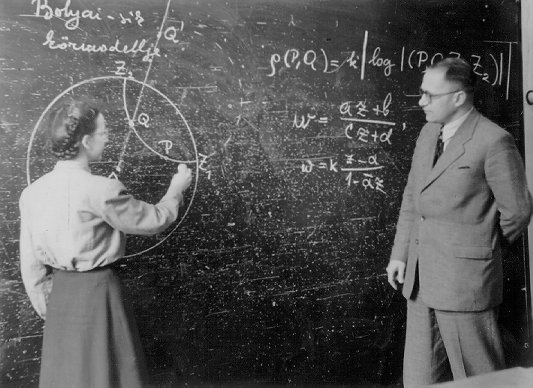
Szőkefalvi-Nagy Béla vizsgáztat a szegedi egyetemen, 1953.

- Bolyai János Matematikai Társaság (1947–1998), 1980-as évektől díszelnöke

## Díjai
- Kőnig Gyula érem (1942)
- Kossuth-díj (1950, 1953)
- Munkaérdemrend arany fokozat (1969, 1973)
- Szele Tibor-emlékérem (1978)
- Állami Díj (1978) – Kiemelkedő matematikai eredményeiért, különösen az operátorelméletben elért nemzetközileg is elismert, iskolát teremtő tevékenységéért.
- Lomonoszov-aranyérem SZUTA,[4] Moszkva (1980)
- Magyar Népköztársaság Zászlórendje (1983)
- Pro Academia Paedagogica érem (1986)
- Akadémiai Aranyérem (1987)
- A Szegedért Alapítvány első fődíjasa (1990)
- Szeged város díszpolgára (1991)
- A Magyar Köztársasági Érdemrend középkeresztje (1994)
- Magyar Örökség díj (1999) /posztumusz/
- 4 egyetem díszdoktora (Drezdai Műegyetem, 1965; Turku, 1970; Bordeaux, 1987; JATE Szeged, 1988.)
- 4 külföldi akadémia tiszteletbeli tagja (SZUTA, 1971–1992; Oroszországi Tud. Akad., 1992-; Royal Irish Academy, Dublin, 1974-; Finn Tud. Akad., 1975-.)

## Emlékezete

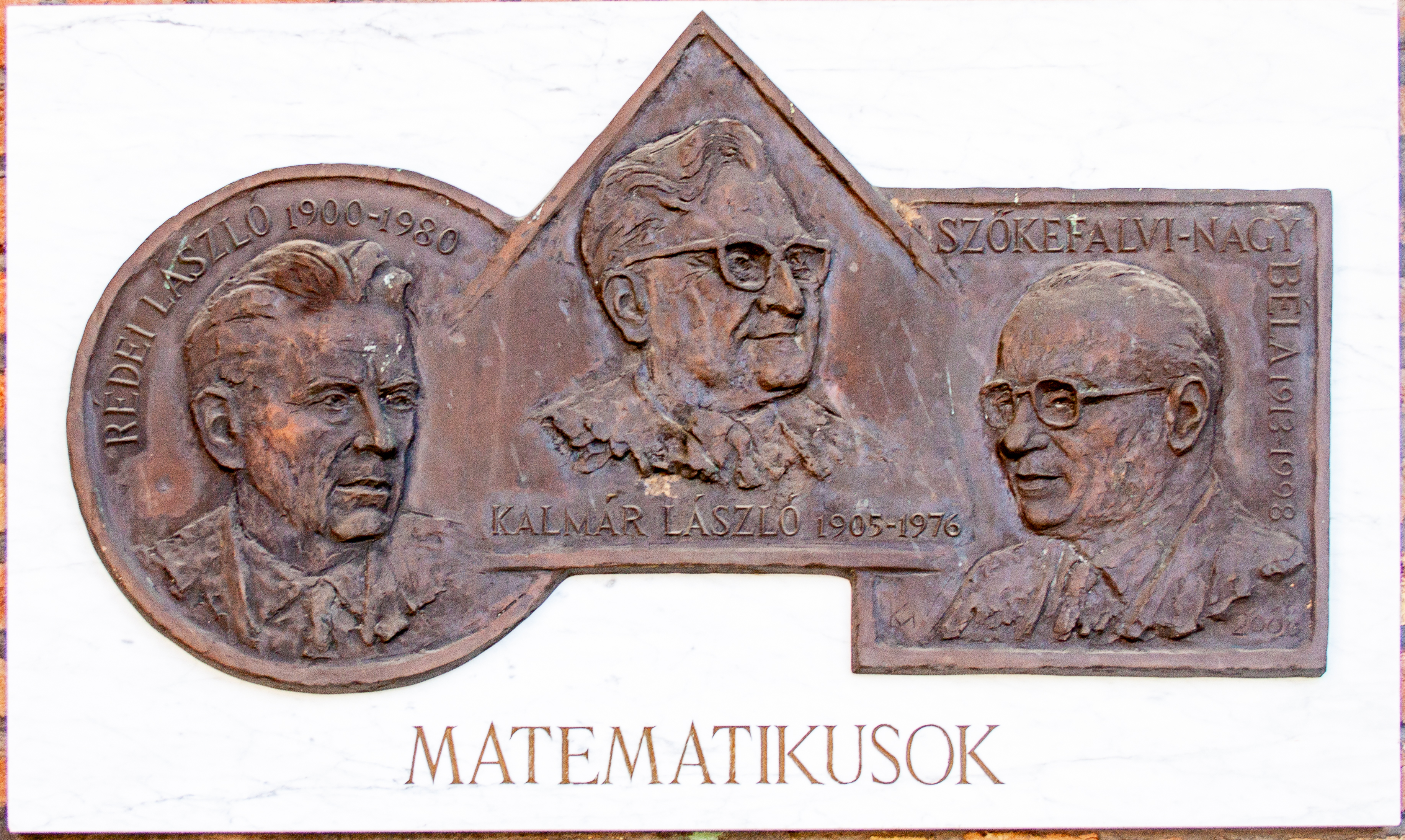
Szőkefalvi-Nagy Béla, Rédei László és Kalmár László társaságában a három neves szegedi matematikus emlékére fölavatott domborműn a szegedi Dóm tér pantheonjában.

Emlékére 1999. augusztus 2-ától 6-áig nemzetközi tudományos konferenciát tartottak a szegedi Bolyai Intézetben. A konferencia anyagát 670 oldalas kötetben jelentették meg angol nyelven.
A szegedi második legjelesebb matematikus triumvirátus (Rédei László, Kalmár László, Szőkefalvi-Nagy Béla) emlékére Kalmár Márton képzőművész készített domborművet, mely a szegedi Nemzeti Pantheonban látható.
1999-ben Szegeden élő lánya, Szőkefalvi-Nagy Erzsébet alapította édesapja emlékére a Szőkefalvi-Nagy Béla-érmet, melyet a szegedi Bolyai Intézet évente ítél oda annak a matematikusnak, aki az Acta Scientiarum Mathematicarum helyi folyóiratban jelentős eredményt publikál.